# Balagtás
Balagtás es un  pueblo en la provincia de Bulacán en Filipinas.

## Geografía
El pueblo tiene un superficie de 32,05 kilómetros cuadrado. Está situada 32 kilómetros al norte de Manila. 
Según el censo de 2000, su población es de 56,945 habitantes en 9,817 casas.

## Barrios
El municipio tiene 9 barrios:
- Borol 2nd
- Borol 1st
- Dalig
- Longos
- Panginay
- Pulong Gubat
- San Juan
- Santol
- Wáwâ